# Hans Wölpert
Johannes „Hans” Wölpert (ur. 30 września 1898 w Monachium, zm. 1 stycznia 1957 tamże) – niemiecki sztangista.

## Kariera sportowa
Zdobył dwa medale olimpijskie w wadze piórkowej (do 60 kg) − brązowy (Amsterdam 1928) i srebrny (Los Angeles 1932). Do jego osiągnięć należą również trzy medale mistrzostw Europy − dwa złote (Offenbach am Main 1921, Essen 1933) oraz srebrny (Monachium 1930). Czterokrotnie był mistrzem Niemiec (1924, 1928, 1930, 1933).
Ustanowił 15 rekordów świata (w tym 9 nieoficjalnych).